# قفص ناتالي
قفص نتالي أو ثمرة العثة (الاسم العلمي: Acridocarpus natalitius)، نوع نباتي من فصيلة الملبيغية، ويوجد في جنوب شرق إفريقيا.